# Arrigo Levasti
Arrigo Levasti (Modena, 22 aprile 1886 – Firenze, 19 aprile 1973) è stato un insegnante italiano, autore di opere di mistica, fondatore con Giorgio La Pira e Angiolo Orvieto dell'Amicizia Ebraico-Cristiana di Firenze.

## Biografia
Compiuti studi irregolari a Modena e Ferrara, lascia giovanissimo la famiglia per peregrinare per l'Italia e l'Europa. Ai primi del Novecento si stabilisce a Firenze dove insegna filosofia al collegio degli Scolopi e collabora saltuariamente alle riviste La Voce e Lacerba. Nel 1914 sposa l'artista Fillide Giorgi Levasti. Nel primo dopoguerra pubblica le sue prime opere e antologie sulla mistica, dirige per alcuni anni dal 1917 al 1920 la rivista La Tempra, e diviene il principale animatore della Biblioteca Filosofia, la quale offre uno spazio di inusuale libertà e discussione intellettuale e interreligiosa a Firenze fino alla sua chiusura da parte delle autorità fasciste nel 1939.
Nel 1950, assieme a Giorgio La Pira e al poeta Angiolo Orvieto fonda l'Amicizia Ebraico-Cristiana di Firenze, della quale rimase presidente fino alla morte. L'Associazione, fin dall'inizio aperta a  laici, ebrei e cristiani di ogni denominazione, fu ispirata all'appello dello storico ebreo francese Jules Isaac e alle esperienze di aiuto agli ebrei fiorentini nel periodo dell'Olocausto da parte di sacerdoti e giusti tra le nazioni come don Leto Casini e padre Cipriano Ricotti. Fu la prima associazione del suo genere in Italia ed in assoluto una delle prime nel mondo.
Il Fondo Levasti della Biblioteca di Spiritualità "Arrigo Levasti" presso il Convento di San Marco a Firenze include oltre 7.500 edizioni di volumi di carattere religioso-teologico dal XVI al XX secolo, raccolti dallo studioso per unire in un'unica collezione saggi di spiritualità cristiana, ebraica, islamica, indiana, poesia latina e studi psicologici sul misticismo.

## Opere
- I mistici, a cura di Arrigo Levasti, 2 voll. (Firenze: Bemporad,  1925)
- Arrigo Levasti, Sant'Anselmo: vita e pensiero (Bari: Laterza, 1929)
- Mistici del ‘200 e del' 300, a cura di Arrigo Levasti (Milano: Rizzoli, 1935)
- Arrigo Levasti, Santa Caterina da Siena (Torino: UTET, 1947)